# Il lupo del rock'n roll
Il lupo del rock'n roll è un film del 1976 diretto da Elisabeta Bostan.